# محمد مفتاح قريو
محمد مفتاح بن محمد قِرِّيو الرضواني المصراتي (7 أغسطس 1904 - 10 يوليو 2000) (26 جمادى الأولى 1332 - 8 ربيع الآخر 1421) عالم مسلم ومؤرخ وشاعر ليبي. ولد في بلدة الدردافة في الغيران في جنوب غرب مدينة مصراتة العثمانية ونشأ بها. درس بالمدرسة القرآنية فيها أولًا ثم ثم بالمعهد الزروقي ثم انتقل إلى مدينة زليتن وهناك التحق بالمعهد الأسمري وتخرج فيه حاصلاً على الشهادة الأهلية، والتحق بالجامعة الإسلامية في مدينة البيضاء، وتخرج فيها محرزًا لشهادة العالمية. عمل مدرسًا في المعهد الأسمري، كما عمل في المعهد الزروقي، ثم عاد إلى مدينة مصراتة، وهناك عمل في معهد القويري الديني، ثم في معهد مصراتة الديني. توفي فيها. كان فقيهًا مالكيًا ومتكلّمًا. له مؤلفات عديدة في العقيدة وعلم الكلام، والفقه، والتراجم والتاريخ الإسلامي الليبي. واهتم بنظم الشعر وليس له ديوان. 

## سيرته
هو محمد مفتاح بن محمد قرِّیو بن علي بن أحمد الشاوش بن يوسف بن إبراهيم بن أحمد بن رضوان بن الشاوش طارق الحجازي، الرضواني المصراتي. ولد بقرية الدرادفة في مصراته بولاية طرابلس الغرب العثمانية قبل فجر يوم الجمعة 26 جمادى الأولى 1332/ 7 أغسطس 1904.

### تعليمه وتدريسه
قرأ القرآن في طفولته على جدة لأمه الفقيه منصور بن حامد، وعلى والده، وعبد الواحد الأصيفر، وكل ذلك في جامع قريته بالدردافة الغيران بمصراته. ثم تحول للتحصيل أكثر، فأخذ مبادئ العلوم اللغوية والشرعية والعقلية على جماعة من العلماء، منهم: والده، ومحمود الزواوي، ورمضان أبو تركية، ومحمد منصور الزروقي، ورحومة الصاري. وكانت دراسته على هولاء في زواية سيدي أحمد زورق بمصراته. وعندما انتقل أستاذه رحومة الصاري إلى التدريس في زاوية عبد السلام الأسمر بزليطن، ذهب معه، وهناك أخذ عن منصور أبو زبيدة الفيتوري وأحمد بن سعيد، وأحمد المبسوط، وأحمد بن حامد، وكان أكثر أخذه على رحومة الصاري، حيث لازمه مدة عشر سنين، ويعتبر أستاذه الأكبر. حتى حصّل على شهادة التطوع، وهي مطابقة للشهادة التي تحمل الاسم مفسخ من جامعة الزيتونة التونسية. 
ثم عيّن مدّرسًا في المعهد الأسمري، واستمر في التدريس ثمانية أعوام، وكان خلالها يؤدي دوره العلمي والتربوي إلى جانب الاحتكاك بالشيوخ الذين عليهم هناك. 

وفي أربعينيات القرن، عيّن مدرّسًا في المعهد الزورقي بمصراته، واستمر في إعطاء الدروس في مختلف الفنون التي أتقنها، ولمدة عشرين سنة. وخلال ذلك، وبعد إنشاء الجامعة الإسلامية، تقدم لامتحان الحصول على الشهادة العالمية ونجح فيها، وكان ذلك سنة 1964. 

كما تلقّى أصول الفقه في هذه الفترة على أحد علماء الأزهر، وهو الشيخ المرازيقي لمدة عامين. وبعد نيله الشهادة العالمية عيّن مدرّسًا في المعهد الأسمري بزليطن. ثم انتقل إلى معهد القويري في مصراته بعد إلغاء الجامعة الإسلامية.

بعد بلوغه سن السبعين من عمره، تقاعد عن وظيفة التعليم، وانكب على مؤلفاته ينقّحها، ويحاول طبع ما اكتمل منها، ويكمل ما بدأ في تأليفه. وإلى جانب ذلك يقوم بالإفتاء.

## شعره
جاء في معجم البابطين عنه «يعد شعره ملحمة وطنية يكشف من خلالها عن نضال الشعب الليبي في تصديه للغزاة الطليان مذكرًا بما ارتكبوه من مآسٍ ومشيدًا بالثوار ممن تولوا قيادة هذا النضال، الذين يأتي على رأسهم المناضل الفذ عمر المختار، وغيره ممن أسهموا في جلاء الطليان عن ليبيا نهاية الحرب العالمية الثانية، وكتب مذكرًا بتآمر الغرب على العرب والمسلمين. داع إلى وحدة الصف العربي، وله شعر يشيد فيه بجهاد مدينة مصراتة ومقاومتها للمعتدين من الطليان، إلى جانب شعر له في وصف الطبيعة بالمدينة نفسها. رافض للهزيمة، وحالم بتحقيق النصر ونيل الحرية، يتميز بنفس شعري سردي يقترب به إلى أجواء الكتابة الملحمية. اتسمت لغته بقوة في العبارة وجهارة في الصوت، وميل إلى الخطابية التي تأتي ملائمة هذه المرة للمنزع الثوري لديه.» 
من شعره «بلادي» يصف مسقط رأسه:

## قضاياه وخلافاته
قد تعرض محمد مفتاح قريو للسجن خلال فترة ليبيا البريطانية، وذلك عندما رشّح نفسه لعضوية مجلس النواب كمندوب لحزب المؤتمر الوطني الذي كان بزعامة بشير السعداوي سنة 1952، وقد فاز عليه مرشّح الحكومة رغم حصوله على أغلبية الأصوات، ثم سجن وحكم عليه بالبراءة وتعّرض لاضطهاد الحكومة المملكة الليبية المتحدة. 

## وفاته
توفي محمد مفتاح غريو يوم الأحد 8 ربيع الآخر 1421 / 10 يوليو 2000 في مصراته الجماهيرية. 

## مؤلفاته
ساهم بعدد من المؤلفات في مجال تخصصه، منها مطبوعة ومخطوطة:
- «تراجم أعيان العلماء من أبناء مصراته القدماء»: كتب سيرة لعدد من علماء مصراته الذين بلغوا 21 عالمًا، وهم من عاشوا في القرن التاسع إلى الرابع عشر الهجري، يتكون الكتاب من 152 صفحة طبع في مصر سنة 1970. حفظ فيه سيرة وأخبار بعض العلماء لم تذكرهم المصادر والمراجع.
- «تراجم الصحابة المشهورين في الشمال الأفريقي»: 67 صفحة، طبع سنة 1394 هـ،
- «معارك الجهاد التي وقعت في مصراته زمن الحروبات الإيطالية»: 157 صفحة، طبعه الدار الجماهيرية للنشر والتوزيع سنة 1994. قام فيها بسرد معارك الإسلامية التي وقعت في منطقة مصراته أثناء الاحتلال الإيطالي، وقد اعتمد في ذلك على عدة مصادر مكتوبة وروايات شفوية، بالإضافة إلى معايشته لبعضها لقرب عهد بالمعارك.ولم يقصتر الكتاب بالنثر، بل ضمنه بعض الأبيات من الشعر الشعبي، كما أرّخ لتلك المعارك بعدة قصائد شعرية.
- «شرح النظم المسمى بسلم الإنشاء»: منظومة في 117 صفحة، نشره الدار الجماهيرية سنة 1944، وقد أهدى المؤلف كتابه إلى معمر القذافي.
- «جواهر الفقه أو «جواهر الفقه المختارة من أقرب المسالك الحسن العبارة»، 211 صفحة، طبعه الدار الجماهيرية سنة 1994. كله نظم، يضمن 2028 بيتًا من بحر الرجز وموضوعه قواعد فقهية نظمها من كتاب أقرب المسالك للشيخ أحمد الدردير.
- «شرح لب العقائد الصغير»: 165 صفحة، نشرته دار ومكتبة الشعب في مصراته سنة 1995. في علم الكلام.
- «تعليق على الشرح المسمى بمنازل الفردوس لابن غلبون على نظم السوسي المراكشي المسمى بالمقنع في فن الفلك على طريقة أبي مقرع»
- «تسبيع قصيدة جبل ديسان التي خمسها الشيخ بادي عثمان»
- «جواهر الضوابط وجواهر القصائد وجواهر الرد على التنابلة القاصرين في فروع الفقهية ويتفوهون بالفتوى من غير معرفة للقواعد الشرعية»
- «قواعد نفيسة في علم الفلك»
- «نظم ملوك بني العباس في بغداد ونظم المجاز المفرد في البلاغة وخصائص الأمة الإسلامية التي اشتهرت في القرآن والسنة»